# Hellwigia obscura
Hellwigia obscura là một loài tò vò trong họ Ichneumonidae.